# Viscera Eyes
Viscera Eyes – jedyny singel pochodzący z albumu Amputechture zespołu The Mars Volta. Wersja albumowa trwa 9 minut i 23 sekundy.

## Spis utworów
1. "Viscera Eyes" (Radio Edit) – 4:23